# Aplocera infuscata
Aplocera infuscata là một loài bướm đêm trong họ Geometridae.